# Place Gabriel-Péri (Bobigny)
Pour les articles homonymes, voir Place Gabriel-Péri.
La place Gabriel-Péri est une place située au centre historique de Bobigny.

## Situation et accès
Située entre le boulevard Lénine et la rue Myriam-Makeba, cette place constitue l'ancien parvis de l'église. Devant elle, le parc des Jardins de Bobigny se trouve à l'emplacement du château de Bobigny, détruit en 1970.

## Origine du nom
Cette place honore la mémoire du résistant Gabriel Péri.

## Historique

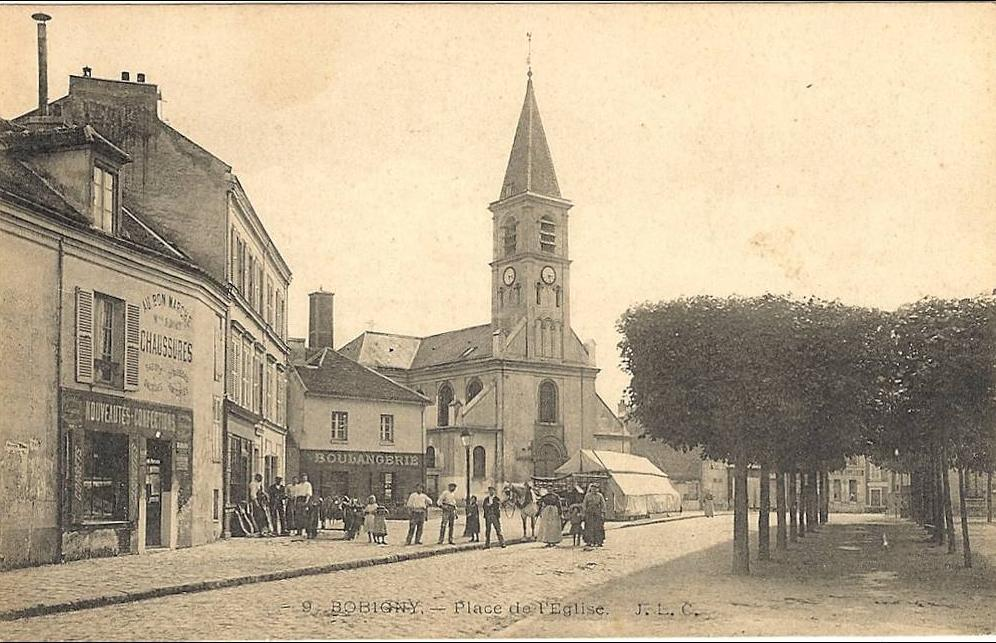
Place de l'Église et église Saint-André, vers 1900.

Autrefois appelée place de l'Église du fait de sa situation, elle fut par la suite renommée place Carnot vers la fin du XIXe siècle,,.
Au début du XXe siècle, le centre de la ville était fait de quelques maisons basses autour de cette place. Tout autour, se trouvaient encore des exploitations agricoles.
À la Pentecôte s'y tenait encore, pendant trois jours, la fête communale.
Dans les années 1930, s'y développa une vie sociale créée par la population ouvrière.
La métamorphose des années 1970 amena la construction d'une nouvelle église, de nombreuses anciennes bâtisses furent remplacées par des immeubles, l'urbanisme fut adapté à la voiture.

## Bâtiments remarquables et lieux de mémoire
- Église Saint-André de Bobigny.
- Autrefois, emplacement d'une école de garçons et du presbytère[8].